# Stefan J. Ryniewicz
Stefan Jan Ryniewicz también conocido como Estéban Ryniewicz (Tarnopol, 26 de diciembre de 1903 - 9a marto 1988) fue un diplomático polaco y después empresario argentino. Entre 1938 y 1945 Ryniewicz trabajó como consejero de la Legación de Polonia en Berna. Ryniewicz jugó un papel crucial en la fabricación ilegal de miles de pasaportes latinoamericanos para salvar a los judíos del Holocausto. Después de la guerra se mudó a la Argentina, donde obtuvo la ciudadanía.

## Primeros años de vida y carrera diplomática
Ryniewicz nació en Tarnopol en Austria-Hungría, después en el sureste de Polonia, hoy en el oeste de Ucrania. Asistió a una escuela secundaria en Lwów. A finales de la década de 1920, se casó con Zofia, con apellido de nacimiento  Zasadni. La pareja tuvo dos hijos: Jan Christian (1931-1989) y Tomasz Maria (1934-1983). Los descendientes de Ryniewicz viven hoy en Argentina y en los Estados Unidos.
En 1928 Ryniewicz comenzó su trabajo como empleado y luego como jefe del departamento consular de la Legación de Polonia en Berna, donde trabajó hasta 1933. Después fue empleado de la oficina del Ministro de Asuntos Exteriores polaco, Józef Beck, y desde 1935 hasta 1938 fue cónsul y jefe del departamento consular de la Legación de Polonia en Riga, Letonia. El 28 de diciembre de 1936, fue uno de los pasajeros del Lockheed Modelo 10 Electra de PLL LOT, que se estrelló cerca de Susiec, en la Polonia central, matando a tres personas. Ryniewicz, herido, sobrevivió al accidente. Entre diciembre de 1938 y julio de 1945, trabajó nuevamente en la legación polaca en Berna: primero como primer secretario y luego como consejero. En los años 1940-45 fue subdirector de misión y colaborador cercano del ministro Aleksander Ładoś.

## Grupo de Berna y 'los asuntos de pasaportes' latinoamericanos
Se supone que Ryniewicz y sus subordinados Konstanty Rokicki y Juliusz Kühl inventaron el esquema de pasaportes de América Latina, una forma de rescatar a los judíos varados en los guetos de la Polonia ocupada por los alemanes Anexo:Guetos judíos bajo el régimen nazi. Convencieron con éxito a los líderes judíos de Suiza: Abraham Silberschein y Chaim Eiss para financiar la operación. Gracias a los pasaportes paraguayos producidos por los diplomáticos polacos, sus dueños pudieron sobrevivir a la disolución de los guetos, no fueron llevados a los campos alemanes de exterminio, sino más bien a campos de internamiento en Francia y Alemania, donde podrían ser intercambiados por alemanes internados en estados aliados.
Los pasaportes en blanco fueron comprados al cónsul honorario de Paraguay, el notario bernés Rudolf Hüggli. Juliusz Kühl los traería a la Sección Consular de Polonia en Thunstrasse 21, donde fueron completados por el viceconsul Konstanty Rokicki con los nombres de judíos polacos, alemanes y holandeses. Los detalles del pasaporte, las listas de nombres con fotos, fueron contrabandeados por Silberschein y Eiss. Ryniewicz y su superior Aleksander Ładoś proporcionaron protección diplomática para toda la operación e intervinieron con las autoridades suizas y el cuerpo diplomático.
Según los periodistas Zbigniew Parafianowicz y Michał Potocki, las autoridades alemanas no investigaron la operación hasta que interceptaron el último paquete de pasaportes falsificados después del Levantamiento del gueto de Varsovia. Otra teoría afirma que uno de los portadores del pasaporte trató de escapar a Paraguay y alarmó a sus autoridades que, a su vez, cancelaron todos los pasaportes firmados por Hügli e informaron en diciembre de 1943 al gobierno nazi alemán Alemania nazi.
La actividad del grupo bernés probablemente ya era conocida por la policía suiza a fines de 1942. En enero de 1943, la policía suiza interrogó a Hüggli y después de unos meses también a Eiss y Silberschein. Todos admitieron que los pasaportes paraguayos fueron producidos por la legación de Polonia.
Después de que el grupo fue descubierto por la policía, Ryniewicz intervino con el jefe de la policía suiza Heinrich Rothmund, quien, en ese momento, era considerado el principal arquitecto de la política suiza de refugiados. Aunque Rothmund subrayó su actitud fuertemente negativa hacia la operación en una entrevista con Ryniewicz ("Le he explicado enérgicamente la peligrosidad e insostenibilidad de las maniobras de pasaportes").
Silberschein fue liberado de la custodia y los diplomáticos polacos no escucharon cargos. La reunión entre Ładoś y el ministro de Asuntos Exteriores suizo Marcel Pilet-Golaz también podría haber ayudado en el asunto.
A principios de 1944, los alemanes deportaron a la mayoría de los titulares de pasaportes paraguayos del campo de internamiento de Vittel a Auschwitz-Birkenau, donde fueron asesinados. Polonia y la Santa Sede pidieron al gobierno de Paraguay y a otros gobiernos latinoamericanos que recononocieran temporalmente los pasaportes. Después de una larga hesitación, Salvador y Paraguay respondieron positivamente a esta solicitud, que probablemente fue crucial para rescatar a cientos de personas que todavía estaban en el campo de internamiento de Bergen-Belsen y en otros campos.
Se desconoce el número exacto de personas rescatadas gracias al grupo de Berna que incluía a Stefan Ryniewicz. Según Agudat Yisrael, se puede hablar de "varios cientos de personas"]], mientras que los periodistas Zbigniew Parafianowicz y Michał Potocki estiman que el número de personas rescatadas es de 400 personas. Cabe señalar que estas personas eran en su mayoría judíos religiosos que apenas tenían posibilidades de sobrevivir en el Holocausto. La leyenda de los pasaportes latinoamericanos estaba muy extendida en el gueto de Varsovia e incluso fueron el tema del poema "Pasaportes" de Władysław Szlengel. El papel que la legación polaca en Berna jugó en la producción de pasaportes era poco conocido. La participación de Ryniewicz y Rokicki en la operación solo fue probada en agosto de 2017 por los periodistas de Dziennik Gazeta Prawna (Polonia) y Daily Globe and Mail (Canadá).

## Últimos años y fallecimiento
Cuando la embajada polaca en Berna fue asumida por el gobierno procomunista de Polonia, Ryniewicz renunció al trabajo diplomático y se mantuvo leal al gobierno polaco en el exilio. Más tarde, Ryniewicz se mudó a Argentina, donde se convirtió en el presidente del Club Polaco en Buenos Aires. Al mismo tiempo era un hombre de negocios y activista de la diáspora polaca. En los años 60 obtuvo una ciudadanía argentina. El 31 de diciembre de 1972 Ryniewicz recibió la Cruz del Oficial de la Orden de Polonia Restituta. El certificado firmado por el presidente Stanisław Ostrowski no contiene una explicación. Ryniewicz murió en Buenos Aires en enero de 9a marto 1988 y fue enterrado en el cementerio de Boulogne Sur Mer.